# Prix Holly du Locton
Prix Holly du Locton är ett montélopp för treåriga ston som äger rum i februari på Hippodrome de Vincennes i Paris i Frankrike. Det är ett Grupp 3-lopp, man måste minst ha sprungit in 15 000 euro för att få starta. Den samlade prissumman 60 000 euro, varav 27 000 euro i förstapris. Framtill 2018 var det ett Grupp 2-lopp.

## Vinnare
| År   | Häst               | Far              | Kusk                     | Tränare               | Tid/km |
| ---- | ------------------ | ---------------- | ------------------------ | --------------------- | ------ |
| 2025 | Mina Dry           | Cash and Go      | Alexis Collette          | Sébastien Guarato     | 1'15"0 |
| 2024 | Little Orélie      | Feeling Cash     | Mathieu Mottier          | Mathieu Mottier       | 1'14"0 |
| 2023 | Karlita            | Fabulous Wood    | Alexandre Abrivard       | William Bigeon        | 1'13"7 |
| 2022 | Junon du Leard     | Briac Dark       | Paul-Philippe Ploquin    | Alexis Grimault       | 1'13"9 |
| 2021 | Idéale du Chêne    | Bird Parker      | Paul-Philippe Ploquin    | Julien Le Mer         | 1'12"8 |
| 2020 | Harley Rock        | Bird Parker      | Benjamin Rochard         | Tony Le Beller        | 1'14"9 |
| 2019 | Guerilla de Simm   | Brillantissime   | Yoann Lebourgeois        | Philippe Allaire      | 1'15"3 |
| 2018 | Ferreteria         | Goetmals Wood    | Matthieu Abrivard        | Yves Boireau          | 1'13"8 |
| 2017 | Evidence Roc       | Paris Haufor     | Emilie Le Beller         | Bertrand Le Beller    | 1'14"8 |
| 2016 | Dokha Védaquaise   | Prodigious       | Yoann Lebourgeois        | Philippe Allaire      | 1'15"7 |
| 2015 | Ciperla Mag        | Quaker Jet       | Mathieu Mottier          | Bruno Bourgoin        | 1'15"6 |
| 2014 | Beauty Turgot      | Hand du Vivier   | Franck Nivard            | Fabrice Souloy        | 1'15"3 |
| 2013 | Almira Marancourt  | Lilium Madrik    | Éric Raffin              | Sébastien Hervalet    | 1'16"1 |
| 2012 | Varatoga           | Kitko            | Matthieu Abrivard        | Åke Kristoffersson    | 1'15"1 |
| 2011 | Union d'Urzy       | Coktail Jet      | Pierre Yves-Verva        | Thierry Duvaldestin   | 1'15"8 |
| 2010 | Tarelise           | Memphis du Rib   | Jean Loïc Claude Dersoir | Patrick Thibout       | 1'15"0 |
| 2009 | Symphonie du Bois  | Big Prestige     | Nathalie Henry           | Jean-Luc Dersoir      | 1'15"8 |
| 2008 | Reverie d'Ar       | Kuadro Wild      | Maxime Bezier            | Sébastien Guarato     | 1'16"0 |
| 2007 | Quokine Berry      | Chef du Châtelet | Laurent-Claude Abrivard  | Jean-Michel Bazire    | 1'15"8 |
| 2006 | Postania de Viette | Viking's Way     | Nathalie Henry           | Frederic Prat         | 1'16"7 |
| 2005 | Orelie de Retz     | First de Retz    | Philippe Masschaele      | Luc Roelens           | 1'14"8 |
| 2004 | Noora de l'Iton    | Workaholic       | Louis Baudron            | Thierry Duvaldestin   | 1'16"5 |
| 2003 | Manika             | Hello Jo         | Gaetan Prat              | Didier Dauverne       | 1'18"4 |
| 2002 | Leda d'Occagnes    | Cygnus d'Odysee  | Philippe Masschaele      | Pierre-Désiré Allaire | 1'18"5 |